# Viktorivka, Berezanka
Viktorivka (în ucraineană Вікторівка) este un sat în comuna Lîmanî din raionul Berezanka, regiunea Mîkolaiiv, Ucraina.

## Demografie
Componența lingvistică a localității Viktorivka
     Ucraineană (90,23%)
     Rusă (5,54%)
     Română (3,58%)
     Alte limbi (0,33%)
Conform recensământului din 2001, majoritatea populației localității Viktorivka era vorbitoare de ucraineană (90,23%), existând în minoritate și vorbitori de rusă (5,54%) și română (3,58%).